# Підшиваловське сільське поселення
Підшива́ловське сільське поселення — муніципальне утворення в складі Зав'яловського району Удмуртії, Росія. Адміністративний центр — присілок Підшивалово.
Населення — 2589 осіб (2015; 2647 в 2012, 2712 в 2010).

## Історія
Нікольська сільська рада Радянської волості була утворена в 1924 році з центром в селі Нікольське (сучасне село Совєтсько-Микольське). В 1925 році з неї була виділена Середньопостольська сільська рада. В 1929 році сільрада увійшла до складу новоутвореного Іжевського району. В 1931 році вже як Совєтсько-Нікольська сільрада переходить до складу Малопургинського району, а в 1935 році — знову в Іжевський район. В 1959 році до сільради було приєднано Сепичевську сільську раду і її перейменовують в Підшиваловську з центром в селі Підшивалово. В 1965 році сільрада входить до складу Зав'яловського району.

## Склад
До складу поселення входять такі населені пункти:
| Населений пункт                           | Населення, осіб (2010) | Населення, осіб (2012) |
| ----------------------------------------- | ---------------------- | ---------------------- |
| Верхня Лудзя, присілок                    | 339                    | 335                    |
| Козлово, присілок                         | 51                     | 50                     |
| Кузілі, присілок                          | 9                      | 9                      |
| Курегово, присілок                        | 77                     | 64                     |
| Леніно, присілок                          | 94                     | 85                     |
| Лудзя-Нор'я, присілок                     | 56                     | 52                     |
| Можвай, присілок                          | 16                     | 15                     |
| Можвай, починок                           | 54                     | 47                     |
| Підшивалово, присілок                     | 1574                   | 1553                   |
| Садаковський, починок                     | 3                      | 3                      |
| Сепич, присілок                           | 275                    | 271                    |
| Совєтсько-Нікольське, село                | 160                    | 159                    |
| Совєтсько-Нікольське лісничество, починок | 4                      | 4                      |

В поселенні діють 4 школи, садочок, лікарня, 4 ФАПи, бібліотека, 2 клуби. Серед промислових підприємств працює ВАТ «Підшиваловське», ЗАТ «Селянський ринок», СПК «Нікольське».